# Петті-офіцер I класу

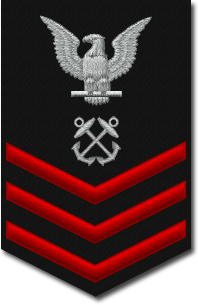
Нашивка петті-офіцера I класу військово-морських сил США та Берегової охорони Збройних сил країни

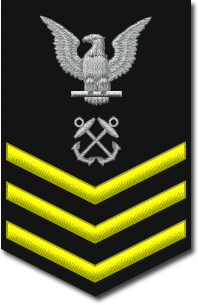
Нашивка петті-офіцера I класу ВМС США з золотими шевронами за бездоганну вислугу 12 й більше років

Пе́тті-офіце́р I класу (англ. Petty Officer First Class) (PO1) — військове звання петті-офіцерів зі складу військово-морських сил США та Берегової охорони Збройних сил країни. Військове звання петті-офіцера I класу також існує у Кадетському корпусі ВМС США.
У Військово-морських силах США це звання відноситься до шостого ступеня військової ієрархії (E-6). Нижче за військове звання чіф-петті офіцер та вище за звання петті-офіцер II класу.
У Збройних силах США це звання дорівнює званням: штаб-сержант — в армії США, технік-сержант — у ВПС країни, штаб-сержант — у Корпусі морської піхоти США.

## Петті-офіцер I класу
У Військово-морських силах США, кожен петті-офіцер, у залежності до фаху або спеціалізації на бойовому кораблі тощо має відповідно офіційне скорочення до свого звання, наприклад, «ET» для техніка електронних систем, «STS» для технік-сонара підводних човнів або «FT» для фахівці систем керування вогнем. У поєднанні зі званням петті-офіцера, це скорочення дає уявлення про повне звання військовослужбовця, як то «ЕТ1» — технік електронних систем першого класу.
Просування по службі військового ВМС або Берегової охорони здійснюється на загальних правилах, які однакові для петті-офіцерів другого і третього класів, й залежать від наступних умов:
- завершене проходження служби (3 повних календарних роки у званні петті-офіцера II класу або 2 роки за умови отримання рекомендації на дострокове присвоєння наступного військового звання за особливі заслуги та видатну службу, яке оформлюється належним чином при проведенні періодичної атестації військового);
- рекомендується безпосереднім командиром для просування по службі;
- отримав середній бал продуктивності своєї службової діяльності;
- не планується добровільне переведення до резерву флоту.

Сучасними керівництвами максимальний термін перебування на посаді петті-офіцера I класу у військово-морському флоті визначений 20 років (сумарна вислуга років). Якщо петті-офіцера I класу не просувається на посаду чіф-петті офіцера, він з пошаною звільняється з активної служби у ВМС Сполучених Штатів, і переводиться до Резерву ВМС на строк до десяти років. Якщо за цей час, резервіст не буде викликаний до повернення на дійсну військову службу через оголошення стану війни або надзвичайний стан у країні, петті-офіцер I класу потім переводиться у відставку після 30 років служби в цілому.

## Знаки розрізнення
Знаком розрізнення для петті-офіцера першого класу є нарукавна нашивка з орлом, який розміщений вище емблеми фахівця флоту й трьох шевронів. На білих мундирах, орел, емблеми фахівця і шеврони темно-синього кольору. На темно-синій (чорній) формі, орел і емблеми фахівця білі, і шеврони червоного кольору. Якщо петті-офіцер служив у військово-морському флоті 12 років й більше й має відмінну поведінку, то на нарукавній нашивці він носить золоті шеврони. Берегова охорона не використовує золоті шеврони.
На робочій формі одягу, а також на камуфльованій формі ВМС, відсутні емблема фахівця та знаки розрізнення приглушених тонів без кольорових відтинків.